# شهرستان بیرونگ-لنجن
شهرستان بیرونگ-لنجن (به لهستانی: Powiat Bieruń-Lędziny) یک شهرستان در لهستان است که در استان سیلسیان واقع شده‌است. شهرستان بیرونگ-لنجن ۱۵۶٫۶۸ کیلومتر مربع مساحت و ۵۵٬۸۶۸ نفر جمعیت دارد.